# Ponte di Piave
Ponte di Piave une commune italienne d'environ 8 300 habitants située dans la province de Trévise dans la région Vénétie, dans le nord-est de l'Italie.

## Administration
| Période                                  | Période | Identité | Étiquette | Qualité |
| ---------------------------------------- | ------- | -------- | --------- | ------- |
|                                          |         |          |           |         |
| Les données manquantes sont à compléter. |         |          |           |         |

### Hameaux
Negrisia, Levada, San Nicolò, Busco

### Communes limitrophes
Breda di Piave, Chiarano, Maserada sul Piave, Oderzo, Ormelle, Salgareda, San Biagio di Callalta

### Jumelages
- Castelginest (France)

### Personnalités nées à Ponte di Piave
- Emanuele Bergamo
- Marcello Bergamo
- Angelo Coletto
- Victor Feltrin